# Нивелирование
Нивели́рование (от фр. nivellement или фр. nivèlement — «выравнивание», от фр. niveau — «уровень», «ровень») — вид геодезических работ, имеющих целью определение превышений (разницы высоты) между точками местности, а также высот этих точек относительно принятой отсчётной поверхности (например, уровня моря).
Различают следующие виды нивелирования:
1. Геометрическое (нивелиром и рейками);
2. Тригонометрическое (угломерными приборами (в основном теодолитом или тахеометром посредством измерения наклонения визирных линий с одной точки на другую);
3. Барометрическое (при помощи барометра);
4. Гидростатическое (основано на свойстве жидкости сообщающихся сосудов всегда находиться на одном уровне, независимо от высоты точек, на которых установлены эти сосуды);
5. Радиолокационное (производится с помощью радиовысотомеров и эхолотов, установленных как на воздушных, так и на водных судах, автоматически вычерчивающих профиль проходимого пути);
6. Спутниковое (производится с помощью GNSS-приёмников).

## Геометрическое нивелирование

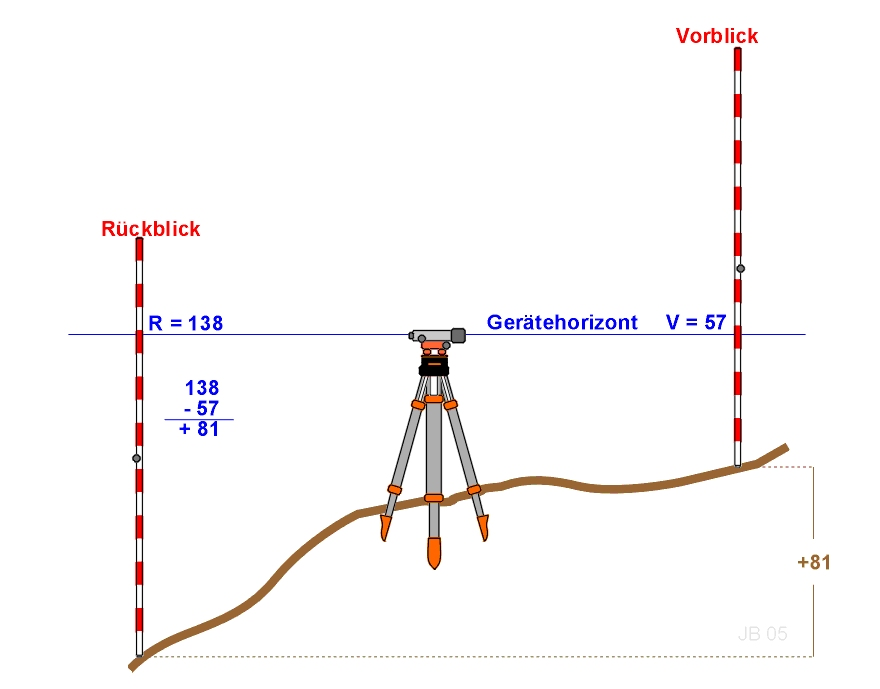
Геометрическое нивелирование

Во время геометрического нивелирования превышение между точками получают как разность отсчётов по рейкам при горизонтальном положении визирной оси нивелира. Этот метод является наиболее простым и точным, но позволяет с одной постановки прибора получить превышение не более длины рейки, поэтому при больших превышениях в горной местности его эффективность падает.
Определение превышения заключается в визировании горизонтальным лучом с помощью нивелира и отсчёта разности высот по рейкам.
{\displaystyle h=b-a}
где {\displaystyle b} — отсчёт по задней рейке, {\displaystyle a} — отсчёт по передней рейке.
Точность отсчёта по рейкам составляет от 1-2 мм (техническое нивелирование) до 0,1 мм (нивелирование I класса).
На рисунке показано нивелирование методом «из середины», также существует метод «вперёд».
При геометрическом нивелировании «из середины» принципиально неустранимой проблемой является накопление ошибок отсчитывания с ростом числа станций и прямолинейность визирного луча, тогда как уровенная поверхность имеет кривизну. Кривизна горизонта могла бы быть выявлена нивелированием «вперёд», но трудно выставить визирный луч по касательной к горизонту (остаточное влияние угла {\displaystyle i}, вызванного рассогласованием визирной оси и оси уровня) и измерить точно его высоту. В гидростатическом нивелировании визирного луча нет, но основное искажение вносит разность давлений в сообщающихся сосудах; гидростатическое нивелирование позволяет только определить точки, имеющие одинаковую разность потенциалов.

## Тригонометрическое нивелирование
При тригонометрическом нивелировании превышение между точками определяют по измеренным вертикальным углам и расстояниям между точками (горизонтальным проложениям). Тригонометрическое нивелирование позволяет с одной станции определить практически любое превышение между точками, имеющими взаимную видимость, но его точность ограничена из-за недостаточно точного учёта влияния на величины вертикальных углов оптического преломления и уклонений отвесных линий, особенно в горной местности.
Превышение определяется по измеренному теодолитом (кипрегелем, эклиметром или тахеометром) углу наклона линии визирования с одной точки на другую (α) и расстоянию между этими точками (S). Тригонометрическое нивелирование применяется при топографической съемке и других работах.
{\displaystyle h=S\cdot \sin \alpha .}
В основе тригонометрического нивелирования лежит линейно-угловая засечка и решение прямоугольного треугольника.

## Барометрическое нивелирование
Превышение определяется по значениям атмосферного давления при помощи полной барометрической формулы.

## Гидростатическое нивелирование
Основано на свойстве поверхности жидкости в сообщающихся сосудах находиться на одном уровне. Этот метод имеет высокую точность, позволяет определять разность высот между точками при отсутствии взаимной видимости, но измеряемая разность высот ограничена длиной наибольшей из трубок, соединённых шлангами.

## Спутниковое нивелирование
Превышения вычисляются методом GNSS-измерений (GPS, ГЛОНАСС и так далее).

## Радиолокационное
Производится с помощью радиовысотомеров и эхолотов, установленных как на воздушных, так и на водных судах, автоматически вычерчивающих профиль проходимого пути.

## Прочие методы

### Вертикальное проецирование
Вертикальное проецирование выполняется электронно-механическим прибором Зенит-прибором.
Зенит-прибором (прибором оптического вертикального проецирования) переносят точки по вертикали. При возведении высоких зданий и сооружений положение стен и других элементов на каждом этаже проверяют от осей. Точки пересечения осей проецируют оптическим или лазерным лучом зенит-прибора.

### Построение плоскостей
Построение плоскостей выполняется построителем плоскостей или лазерным уровнем.
Отметки проецируются с использованием принципа вращения лазерного луча и оптической системы, позволяющей развернуть луч в линию. Основное достоинство лазерного уровня — простота в работе, не требующая специальных навыков по настройке прибора, и возможность проведения работ только одним человеком. Такие уровни применяются в строительстве. Многие модели лазерных уровней имеют также возможность построения наклонных плоскостей и отвесных линий.

### Механическое нивелирование
Механическое нивелирование — определение высот точек земной поверхности с помощью превышений (относительно исходной точки) и измеряемого расстояния. Механическое нивелирование выполняет отвесный нивелир, позволяющий автоматически вычерчивать профиль местности и измерять расстояние по пройденному пути.
В отвесном нивелире вертикаль задаётся тяжёлым отвесом, отклонения отвеса фиксируются с помощью отсчётного приспособления, расстояние фиксируется специальными инструментами системы.